# Paul Stalteri
Paul Stalteri (n. 18 octombrie 1977, Etobicoke⁠(d), Toronto, Ontario, Canada) este un fost jucător canadian de fotbal care a jucat ca mijlocaș la echipa națională de fotbal a Canadei și la Tottenham Hotspur. De asemenea, aceasta a mai jucat pentru Fulham și Borussia Mönchengladbach. În prezent acesta este antrenor secund al echipei naționale a Canadei.